# Фалько, Григорий Алексеевич
Григорий Алексеевич Фалько (род. 9 мая 1987, Ленинград) — российский пловец. Двукратный чемпион Европы.

## Биография
На Универсиаде 2007 в Бангкоке в комбинированной эстафете 4×100 метров выиграл золотую медаль.
На Чемпионате Европы 2008 в Эйндховене (Голландия) выиграл две золотые медали. Вместе с Аркадием Вятчаниным, Андреем Гречиным и Евгением Коротышкиным стал первым в комбинированной эстафете 4×100 метров с рекордом Европы — 3.34,25. Также выиграл на дистанции 200 метров брассом с рекордом Европы. На дистанции 100 метров брассом финишировал 4-м.
Вошёл в состав сборной России на Олимпийских играх в Пекине, где в предварительных заплывах на дистанции 200 с брассом показал общее 23-е время и в финал не попал.
На чемпионате Европы 2010 в Будапеште наград не завоевал. На дистанции 100 метров брассом не смог пробиться в финал, показав 16-е время. А на дистанции 200 м брассом остановился в шаге от пьедестала, уступив занявшему третье место французу Хьюго Дюбоску 0,67 секунды.
Женат на синхронистке Александре Пацкевич.
После завершения карьеры открыл школу плавания Григория Фалько. Комментирует плавание на «Матч ТВ».

## Награды и звания
- Заслуженный мастер спорта России[6]